# Saccolaimus saccolaimus
Saccolaimus saccolaimus es una especie de murciélago de la familia Emballonuridae.

## Distribución geográfica
Se encuentra en Australia, Bangladés, India, Indonesia, Malasia, Papúa Nueva Guinea, Filipinas, Islas Salomón, Sri Lanka, Tailandia y, posiblemente, Birmania.